# Mutant Enemy
La Mutant Enemy è una casa di produzione cinematografica fondata nel 1997 da Joss Whedon.
L'azienda, fondata per la promozione della serie televisiva americana Buffy l'ammazzavampiri, ha prodotto anche lo spin-off Angel, la serie tv space western Firefly e il recente Agents of S.H.I.E.L.D..
L'azienda, i cui uffici avevano sede nel complesso della 20th Century Fox a Los Angeles, ha chiuso i battenti poco dopo la cancellazione della serie Angel. Il sequel di Firefly, il film Serenity, è stato prodotto dalla Barry Mendel Productions.
Il nome dell'azienda deriva dalla canzone And You and I  della rock band Yes.

## Membri della Mutant Enemy
Elenco in ordine alfabetico di tutti i membri-collaboratori:
- Jeffrey Bell
- Elizabeth Craft
- Steven S. DeKnight
- Ben Edlund
- Jane Espenson
- Sarah Fain
- David Fury
- Drew Goddard
- Drew Greenberg
- Rebecca Rand Kirshner
- Tim Minear
- Marti Noxon
- Doug Petrie
- Mere Smith
- Joss Whedon

## Il logo
Il logo è stato disegnato da Joss Wedon stesso. L'omino della Mutant Enemy è visibile alla fine di ogni episodio di BTVS, mentre grida il suo famoso " grrr-arg!". Sono state realizzate edizioni speciali del logo animato negli episodi:
- "Becoming, Part Two" - Dice "Oh, ho bisogno di un abbraccio!" ("oh, I need a hug!").
- "Amends" - Indossa un cappellino di Babbo Natale con Jingle Bells in sottofondo.
- "Graduation Day, Part Two" - Indossa il tipico cappello da diplomato.
- "Once More, With Feeling" - Canta "grrarg!".
- "Storyteller" - Canta una strofa della canzone "We are Gods" vista nell'episodio.
- "Chosen" - Cammina normalmente, ma arrivato a sinistra volta il viso verso lo spettatore.